# 964年
| 千纪： | 1千纪 |
| 世纪： | 9世纪 \| 10世纪 \| 11世纪 |
| 年代： | 930年代 \| 940年代 \| 950年代 \| 960年代 \| 970年代 \| 980年代 \| 990年代                                                                                      |
| 年份： | 959年 \| 960年 \| 961年 \| 962年 \| 963年 \| 964年 \| 965年 \| 966年 \| 967年 \| 968年 \| 969年                                                                |
| 纪年： | 甲子年（鼠年）；于阗同慶五十三年；辽應曆十四年；南汉大寶七年；后蜀广政二十七年；北汉天会八年；北宋（吴越、南唐）德二年；大理廣德十二年；日本應和四年，康保元年 |

## 大事记
- 趙匡胤發動宋滅後蜀之戰，於夔州之戰取得勝利。
- 北宋改清源軍為平海軍，以陳洪進為節度使。

## 出生
- 康兆，高麗王朝武將、大臣。
- 獻哀王后，高丽穆宗的母亲。
- 张士逊，北宋宰相、诗人。
- 趙德隆，宋朝宗室。
- 遵式，宋朝佛教高僧。
- 具平親王，日本村上天皇第七子
- 源伦子，日本藤原道長的正室。
- 選子內親王，日本村上天皇之女。

## 逝世
- 張廷翰，五代宋初将领
- 慕容延钊，五代宋初将领
- 范质，后周、北宋宰相
- 李仲宣，南唐后主之子
- 柴熙谨，周世宗之子
- 朴守卿，高麗王朝初期大臣
- 若望十二世，天主教教宗
- 藤原安子，日本村上天皇中宮